# George Lui
George Lui (21 dicembre 1981) è un calciatore salomonese, centrocampista del Marist.

## Carriera
Tra il 2004 e il 2011 ha giocato 13 partite per la Nazionale salomonese.